# Fanny Coupette
Auguste Henriette Louise „Fanny“ Coupette (* 10. Juli 1854 in Trier, Rheinprovinz; † 18. Februar 1933 in Düsseldorf) war eine deutsche Landschafts- und Blumenmalerin der Düsseldorfer Schule. Ab 1886 wirkte sie auch als Kunsterzieherin.

## Leben
Coupette, zweitältestes von acht Kindern des Trierer Landgerichtsrats Karl Coupette, eines Mitglieds des Aufsichtsrats der Moseldampfschiffahrtsgesellschaft, und dessen Ehefrau Franziska Henriette, geborene Lintz (1830–1907), besuchte von 1860 bis 1869 die Pfarrschule in Trier. Von 1869 bis 1871 vollendete sie ihre Schulausbildung in einem Mädchenpensionat in Brügge. 1884 zog sie nach Düsseldorf, um sich zu einer Malerin ausbilden zu lassen. Dort nahm sie Privatunterricht bei Arthur Nikutowski, Max Volkhart und Philipp Grotjohann. Außerdem ließ sie sich in den Ateliers von Hugo Mühlig und Adolf Lins schulen. 1886 begann sie, im eigenen Atelier zu unterrichten. Ab 1890 führte sie ein Schüleratelier. Gustav Krupp von Bohlen und Halbach, der Aufsichtsratsvorsitzende der Friedrich Krupp AG, engagierte sie als private Kunsterzieherin seiner Kinder in der Villa Hügel. In dessen Gussstahlfabrik war Fannys Bruder Gustav Coupette (1859–1917) als Ressortchef für die Puddlingswerke, das Bessemer-Stahlwerk und die Schienenwalzwerke tätig.
Coupette unternahm mehrere Studienreisen, insbesondere in die Niederlande, in die Eifel und immer wieder nach Trier und an die Mosel. Als Blumen- und Landschaftsmalerin im Stil der spätromantischen Auffassung der Düsseldorfer Schule war sie mit ihrer Malerei auf zahlreichen Ausstellungen vertreten, besonders in Düsseldorf und Berlin, etwa auf den Großen Berliner Kunstausstellungen der Jahre 1894 und 1895. Ab 1904 war sie Mitglied im Verein der Düsseldorfer Künstler, 1911 gehörte sie zu den Gründerinnen des Vereins Düsseldorfer Künstlerinnen.
Coupette war Ehefrau des preußischen Generals Karl Dieffenbach, den sie am 11. Oktober 1884 in Trier geheiratet hatte, als er noch Leutnant war, Tante des späteren Konteradmirals Karl Coupette sowie Nichte des Admiralitätsrats Paulin Matthias Josef Coupette.